# توم مارتن
توم مارتن (بالإنجليزية: Tom Martin) هو سياسي أمريكي، ولد في 1949 في رومي في الولايات المتحدة، وتوفي في 27 مارس 2018 في لوبوك في الولايات المتحدة. حزبياً، نشط في الحزب الجمهوري. وقد انتخب رئيس الشرطة.